# スタイルフィット (洗剤)
スタイルフィットは、花王が発売していた洗濯用合成洗剤と柔軟剤の総合ブランドである。

## 概要
働いている女性の約40%が夜洗いをしている（花王調べ）ということで、アタックとハミングで共同開発され、2007年8月31日に発売された。そのため、洗剤には「アタック」、柔軟剤には「ハミング」のロゴが小さく書かれている。
2008年6月、粉末洗剤に「さくっとスプーン」を導入（パッケージに小さく書かれているアタックロゴも変更された）。
2009年6月に初の全面刷新。リラックス効果があるとされるベルガモット、ローズ、フランキンセンスをブレンドした「アロマエッセンス」を新配合。ロゴもカタカナ表記から英語表記 (Stylefit) に改め、パッケージも有名化粧品ブランドを手がけるフランスのデザイン事務所とコラボレーションしたお洒落なデザインになった。粉末洗剤はリニューアルに伴い製造を終了した。
リニューアルに伴い、内容量の変更を行った（つめかえ用は従来品にも詰め替えられる）。
- 液体洗剤本体 - 1.0kg→900g
- 液体洗剤つめかえ用 - 0.9kg→810g
- 柔軟仕上げ剤本体 - 750ml→680ml
- 柔軟仕上げ剤つめかえ用 - 680ml→610ml

2011年3月末をもって「スタイルフィット」全製品の製造を終了。店頭在庫が無くなりしたい販売を終了する。

## ラインナップ
スタイルフィット 液体洗剤
高い洗浄力で皮脂汚れまですっきり落とし、"ナノベール"で包んで洗うから、からまず、しわになりにくい。蛍光剤無配合で淡色衣料も安心して洗える。
スタイルフィット 柔軟仕上げ剤
"ナノベール"で包み込み、からみやシワを防ぐ。洗濯機から取り出して着る時まで香りが長続き。